# Кропачев, Николай Михайлович
Никола́й Миха́йлович Кро́пачев (род. 8 февраля 1959, Ленинград) — советский и российский юрист, доктор юридических наук, профессор, член-корреспондент РАН (2019). С 21 мая 2008 года ректор Санкт-Петербургского государственного университета. Член Правления Российского союза ректоров и Ассоциации юристов России. Один из инициаторов воссоздания, учредитель и член Российского исторического общества. Член Совета по науке и образованию при Президенте РФ. Лауреат премии «Юрист года» (2010).

## Биография
Родился 8 февраля 1959 года в Ленинграде. 
В 1981 году окончил Ленинградский государственный университет.
Научный руководитель дипломной работы профессор В. С. Прохоров вспоминал: «Мы сосредоточились на обсуждении сложных дискуссионных вопросов — споры были жаркими. Тема ответственности и справедливости волновала Николая с первых курсов. И эти размышления формировали его идеологию, мировоззрение».
С 1981 по 1984 год обучался в аспирантуре на кафедре уголовного права юридического факультета ЛГУ, в эти же годы вступил в КПСС. В 1984 году под руководством профессора Н. А. Беляева защитил кандидатскую «Уголовные правоотношения».
С 1985 года — ассистент кафедры уголовного права ЛГУ, с 1991 года — старший преподаватель и доцент, в 1993 году присвоено учёное звание доцента по кафедре уголовного права.
С 1992 года — декан специального факультета СПбГУ по переподготовке кадров по юридическим наукам, среди выпускников которого — С. М. Миронов и И. Ю. Артемьев.
С 1993 по 1998 год — первый заместитель декана юридического факультета СПбГУ.
С 1996 года — вице-президент Межрегиональной ассоциации юридических вузов России, член Президиума Ассоциации юристов России.
В 1996 году инициировал первый в России проект компьютеризации судов Санкт-Петербурга в целях обеспечения открытости правосудия, в 1998 году инициировал создание первой в России юридической клиники — бесплатной юридической помощи малоимущим.
В 1998 году избран деканом юридического факультета. В 1999 году уволен с должности декана согласно Приказу ректора № 669/1, изданному 30 августа и отмененному 22 сентября 1999 года Приказом № 738/1.
В 2000 году защитил докторскую диссертацию «Механизм уголовно-правового регулирования», присвоена учёная степень доктора юридических наук. С 2003 года — профессор по кафедре уголовного права.
14 сентября 2000 года избран судьёй Уставного суда Санкт-Петербурга. С сентября 2000 по сентябрь 2005 года — председатель Уставного суда Санкт-Петербурга. Имеет ранг действительного государственного советника Санкт-Петербурга 1 класса.
В 2001—2010 годах — профессор, заведующий кафедрой уголовного права юридического факультета СПбГУ.
С 2002 года — председатель Ассоциации юристов Санкт-Петербурга и Ленинградской области (отделение Ассоциации юристов России).
С 2003 по 2005 год — член Совета при президенте Российской Федерации по вопросам совершенствования правосудия.
В 2004—2008 годах — член Президиума Совета судей Российской Федерации.
С октября 2006 по май 2008 года совмещал должность первого проректора СПбГУ с обязанностями декана юридического факультета.
В 2007—2010 годах — председатель Общественного совета при ФСКН РФ.
С 18 февраля 2008 года — исполняющий обязанности ректора СПбГУ. Избран ректором 21 мая 2008 года на конференции трудового коллектива.
С 2008 года — Председатель редакционного совета «Вестника Санкт-Петербургского университета»
С 26 июня 2008 по 24 июня 2016 года — член наблюдательного совета Банка ВТБ (ПАО), входил в состав Комитета Наблюдательного совета по кадрам и вознаграждениям с 30 июня 2009 по 24 июня 2016 (при этом являлся Председателем Комитета с 30 июня 2009 по 19 июня 2014 и с 3 июля 2015 по 24 июня 2016).
С 2008 года — член Совета по науке, технологиям и образованию при президенте Российской Федерации.
21 декабря 2009 года Указом Президента Российской Федерации Д. А. Медведева назначен ректором университета сроком на 5 лет.
С 2010 года — председатель Общественного совета при Министерстве юстиции РФ, председатель Ассоциации ведущих университетов России, заместитель председателя российского координационного комитета Форума «Петербургский диалог», председатель российского координационного комитета Форума «Диалог Россия — Республика Корея».
С 2011 года — председатель Совета ректоров вузов Северо-Западного федерального округа, член Комиссии при Президенте Российской Федерации по формированию и подготовке резерва управленческих кадров, председатель Общественного совета при ГУВД и МВД по Санкт-Петербургу и Ленинградской области.
С ноября 2012 года — член коллегии Минобрнауки.
С 2012 по 2015 — член Высшей аттестационной комиссии, участие в заседаниях не принимал (с 2019 года — вновь член ВАК, участие в заседаниях принимает).
С 2014 года — член Совета по грантам президента Российской Федерации для государственной поддержки молодых российских учёных и по государственной поддержке ведущих научных школ Российской Федерации.
20 декабря 2014 года Указом Президента Российской Федерации В. В. Путина назначен на должность ректора СПбГУ на следующий срок.
С 16 сентября 2016 года — член партии «Единая Россия».
4 декабря 2019 года назначен на должность ректора СПбГУ на третий срок.
С 2019 года — член-корреспондент РАН. С 2022 года — в бюро Отделения общественных наук РАН. В 2023 году вошёл в состав президиума новосозданного Санкт-Петербургского отделения (СПбО) Академии.

## Общественная деятельность
С 2019 года — член межведомственного совета по присуждению премий Правительства РФ в области образования.
С 2019 года — член Совета научно-образовательных центров мирового уровня.
С 2020 года — член Правительственной комиссии по модернизации экономики и инновационному развитию России.
С 2021 года — член Рабочей группы Совета научно-образовательных центров мирового уровня для оценки результативности деятельности научно-образовательных центров мирового уровня.
С 2022 года — член наблюдательного совета Омского государственного технического университета.
С 2022 года — член наблюдательного совета Балтийского федерального университета имени Иммануила Канта.
С 2022 года — член Высшей аттестационной комиссии при Минобрнауки России.
С 2023 года — член Экспертного совета по развитию исторического образования.
С 2024 года — член наблюдательного совета фонда «Русский мир».
С 2024 года — член Президиума и Бюро Президиума Всемирного Русского Народного Собора.
С 2024 года — член Научно-экспертного совета при Министерстве юстиции Российской Федерации.
В 2024 году являлся доверенным лицом кандидата в президенты России Владимира Путина.
Является сторонником возвращения смертной казни в России.

## Санкции
6 марта 2022 года после вторжения России на Украину подписал письмо в поддержу российской агрессии. С 9 июня 2022 года находится под персональными санкциями Украины за поддержку войны. Также был внесён ФБК в список коррупционеров и разжигателей войны за поддержку нападения на Украину, 16 марта 2022 года форумом свободной России внесён в санкционный «Список Путина» с предложением введения против него международных санкций.

## Семья
Разведён. Двое детей.
Сын Сергей, выпускник юридического факультета СПбГУ, вице-губернатор Санкт-Петербурга.
Дочь Елизавета — студентка филологического факультета МГУ.
В 2024 году бывшая жена Кропачева — юрист и бывший преподаватель СПбГУ Наталья Шатихина обвинила Кропачева в многолетних избиениях, заявив, что он годами избивал её, угрожал убийством и публикацией её интимных фото. Развод с Кропачевым оформлен в 2022 году.

## Награды

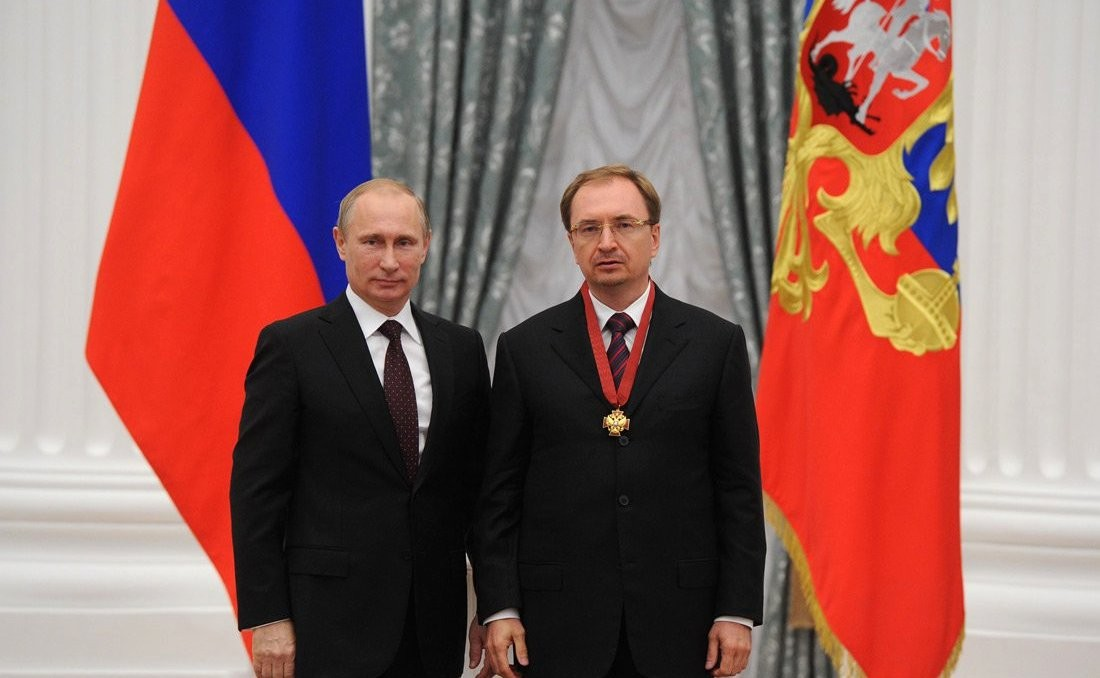
Награждение Орденом «За заслуги перед Отечеством» III степени. 31 июля 2014 года

- Медаль имени А. Ф. Кони (Приказ министра юстиции РФ № 257-к, 1999).
- Почётная грамота Министерства образования РФ (1999).
- Орден Почёта (2004) — за заслуги в развитии российского правосудия и активную общественную деятельность[53].
- Нагрудный знак «Почетный работник юстиции России» (Приказ министра юстиции РФ № 263-к, 2004)[уточнить].
- Премия Правительства Российской Федерации в области образования (2007) — за научно-практическую и методическую разработку «Создание Медицинского лечебно-профилактического и учебно-научного центра ФГОУ ВПО „Санкт-Петербургский государственный университет“ для реализации системы непрерывного фундаментального профессионального медицинского образования и лечебно-профилактической помощи обучающимся и профессорско-преподавательскому составу» для образовательных учреждений высшего профессионального образования[54].
- Орден «За заслуги перед Отечеством» IV степени (2009) — за заслуги в области образования, науки и большой вклад в подготовку квалифицированных специалистов[55].
- Нагрудный знак «Юрист года» (Приказ АЮР от 26 ноября 2010 г. № 271).
- Диплом лауреата Высшей юридической премии «Юрист года» в номинации «Юридическая наука и образование» (2010)[56].
- Медаль имени А. Ф. Кони (приказ министра юстиции РФ, 2010).
- Почётная грамота Министерства образования РФ (2010).
- Премия «Человек года» (2011) в номинации «Образование» (Федерация Еврейских общин России)[57].
- Орден «За заслуги перед Отечеством» III степени (2014) — за достигнутые трудовые успехи, значительный вклад в социально-экономическое развитие Российской Федерации, заслуги в гуманитарной сфере, активную законотворческую и общественную деятельность, многолетнюю добросовестную работу[58].
- Медаль «Совет Федерации. 20 лет» (2014).
- Всероссийская правовая Премия имени М. М. Сперанского (2015).
- Орден Восходящего солнца III степени (Япония, 2016)[59].
- Почётный гражданин Сеула (Южная Корея, 2018)[60][61].
- Орден Александра Невского (2019) — за заслуги в научно-педагогической деятельности, подготовке высококвалифицированных специалистов и многолетнюю добросовестную работу[62].
- Премия Правительства Санкт-Петербурга и Санкт-Петербургского научного центра РАН (2019) — за выдающиеся научные результаты в области науки и техники (имени В. В. Новожилова в области общественных наук).
- Памятная медаль «XXV лет Арбитражному суду Северо-Западного округа» (2020).
- Памятный знак «100 лет 1-му западному (Ленинградскому) окружному военному суду» (2020).
- Медаль «XXX лет МЧС России» (2021).
- Медаль Михаила Сперанского Министерства юстиции РФ (приказ министра юстиции РФ, 2022).
- Медаль «300 лет Прокуратуре России» (2022).
- Памятный знак «350 лет Петру Великому» (2022).
- Памятный знак «100 лет со дня кончины священномученика Вениамина, митрополита Петроградского и Гдовского» — за заслуги перед Санкт-Петербургской митрополией (2022).
- Нагрудный знак «За социальное партнёрство» (2022).
- Знак отличия «30 лет Арбитражному суду города Санкт-Петербурга и Ленинградской области» (2022)[63].
- Медаль «За содружество во имя спасения» МЧС России (приказ Министерства Российской Федерации по делам гражданской обороны, чрезвычайным ситуациям и ликвидации последствий стихийных бедствий, 2023)[64].
- Юбилейная медаль «300 лет Российской академии наук» (2024).
- Почётная грамота — за многолетнее сотрудничество с Секретариатом Совета Межпарламентской ассамблеи СНГ и в связи с 300-летием со дня основания федерального государственного бюджетного образовательного учреждения высшего образования «Санкт-Петербургский государственный университет» (2024).
- Почётная грамота Государственной думы Федерального собрания Российской Федерации за многолетний добросовестный труд и достижения в образовательной и научно-исследовательской деятельности (2024).
- Медаль «За заслуги перед Республикой Карелия» (2024) — за большой вклад в подготовку квалифицированных специалистов для отраслей экономики и социальной сферы Республики Карелия[65].
- Памятный знак «100 лет 1-му Западному (Ленинградскому) окружному военному суду» (2024).
- Орден «За заслуги перед Отечеством» II степени (2024) — за большие заслуги в научной и педагогической деятельности, подготовке высококвалифицированных специалистов и многолетнюю добросовестную работу[66].
- Орден Дружбы (Китай, 2024)[67].
- Почётная грамота Президента Российской Федерации (2025) — за вклад в обеспечение деятельности Совета по взаимодействию с религиозными объединениями при Президенте Российской Федерации[68].
- Почётный профессор право-исторического факультета Юго-Западного университета имени Неофита Рыльского (Болгария).
- Почётный профессор Административно-политической Академии имени Хо Ши Мина (Социалистическая Республика Вьетнам).
- Человек года по версии Корейского фонда — за вклад в развитие взаимоотношений между Россией и Кореей[69].

## Публикации
Число публикаций: WoS — 35, Scopus — 12, РИНЦ — 150, E-library — 203.
Индекс Хирша: WoS — 2, Scopus — 2, РИНЦ — 22, E-library — 24.